# Emmy Internacional 1993
A 21.ª cerimônia de entrega dos International Emmys (ou Emmy Internacional 1993) aconteceu em 22 de novembro de 1993, no Hotel New York Hilton Midtown em Nova York, Estados Unidos. Um recorde de 269 programas de 35 países foram inscritos para a premiação.

## Resumo
Múltiplas vitórias por país
| N.º de vitórias | País          |
| --------------- | ------------- |
| 4               | Reino Unido   |
| 1               | Alemanha      |
| 1               | Bélgica       |
| 1               | Países Baixos |

## Vencedores
| Melhor Série de Drama | Melhor Programa de Artes Populares |
| --- | --- |
| - Unnatural Pursuits - () (BBC) - Blueprint - () (Sveriges Television) - The Keiretsu - () (NHK)                                                    | - Drop the Dead Donkey - () (Channel 4) - Absolutely Fabulous - () (BBC) - The Lion’s Roar: AIDS - () (VARA)                                             |
| Melhor Documentário de Artes | Melhor Documentário |
| - Leni Riefenstahl, A Deusa Imperfeita - ()/()(Omega Film/Nomad Film) - Miro - () (Televisión Española) - Bortz, Bergman, and The Bacchae - ( (SVT) | - We Are All Neighbours - () (Granada TV) - Monika and Jonas – The Face of the Informer State - () (NHK) - Shackled Children - () (Metropole Television) |
| Melhor Performance Artística | Melhor Programa infanto-juvenil |
| - Concerto - () (Initial Film and TV) - The Vampyr: A Soap Opera - () (BBC) - Idomeneo - () (NOS)                                                   | - Het zakmes - () (AVRO) - Round the Twist - () (ACTF) - The Borrowers - () (BBC)                                                                        |